# Sophie Michaud Gigon
Ne doit pas être confondu avec Sophie Michaud.
Sophie Michaud Gigon, née le 20 janvier 1975 à Lausanne (originaire de Haute-Ajoie et de Saint-Prex), est une personnalité politique suisse, membre des Verts.
Elle est députée du canton de Vaud au Conseil national depuis 2019, et secrétaire générale de la Fédération romande des consommateurs depuis juin 2017. 

## Biographie

### Origines et famille
Sophie Michaud Gigon naît Sophie Michaud le 20 janvier 1975 à Lausanne, dans le canton de Vaud. Elle est originaire de Haute-Ajoie, dans le canton du Jura, et de Saint-Prex, dans le canton de Vaud. 
Son père est coiffeur. Elle grandit à Lausanne dans une famille modeste, et vit de l'âge de 10 à 13 ans à Payerne lorsque son père y travaille dans les services d'aide et de soins à domicile (de).  
Elle est mariée depuis 2002 et mère de deux enfants. Son mari, Frédéric Gigon (de), géographe de formation d'origine jurassienne, est membre de l'équipe du Liechtenstein de football de 1999 à 2003,,. 
Elle vit à Lausanne.

### Études et parcours professionnel
Elle étudie l'allemand, le français et les sciences politiques à l'Université de Lausanne, à celle de Tübingen en échange Erasmus et à celle de Zurich,. Son mémoire de licence, en langue allemande, porte sur la littérature suisse de l’entre-deux-guerres,.  
Après un stage à l'Office fédéral de l'environnement, elle travaille une année pour la Direction du développement et de la coopération à Rio+10 puis pour le Conseil suisse des activités de jeunesse. Elle est ensuite secrétaire de la branche romande de Pro Natura pendant huit ans,. 
Elle devient secrétaire générale de la Fédération romande des consommateurs en juin 2017,. 

## Parcours politique
Enfant, elle vend des étiquettes du WWF en porte-à-porte. Ses grand-pères étaient tous deux municipaux,.
En 2003, Sophie Michaud Gigon participe à la fondation des Jeunes verts Suisse, dont elle devient la première présidente. En 2007, elle est élue au Conseil communal (législatif) de Lausanne dans lequel elle siège jusqu'en novembre 2019, suite à son élection, en octobre 2019, au Conseil national lors des élections fédérales,. C'est comme « défenseure des consommateurs » qu'elle se présente et qu'elle fait campagne. Elle est réélue en octobre 2023.
Au Conseil national, elle est membre de la Commission de l'économie et des redevances (CER) et de la délégation pour les relations avec le Landtag du Liechtenstein.

## Activités sportives
Elle joue au volleyball de 15 à 20 ans en Ligue nationale B dans l'équipe de Cheseaux. Elle fait partie depuis sa création en septembre 2020 du FC Helvetia, l'équipe de foot féminine du parlement.